# Четряково (Московская область)
Четряково — село в Ступинском районе Московской области в составе Городского поселения Малино (до 2006 года — входила в Березнецовский сельский округ). На 2016 год Четряково, фактически, дачный посёлок — при 7 жителях в деревне 2 улицы — Церковная и Центральная и 5 садовых товариществ.
Впервые в исторических документах деревня упоминается в 1577 году, как сельцо — вотчина Голутвина монастыря, в XVIII веке принадлежало жене князя Андрею Белосельскому. В Четряково с конца XVII века существовала церковь Иконы Божией Матери Казанская, вновь отстроенная в 1856—1860 годах при владельцах Григорьевых; была закрыта в 1937 году, с 1990-х годов — вновь действует.

## Население
| 2002 | 2006 | 2010 |
| ---- | ---- | ---- |
| 32   | ↘11  | ↘7   |

Четряково расположено на севере района, на безымянном левом притоке реки Коновка, высота центра деревни над уровнем моря — 140 м. Ближайшие населённые пункты в 2,5 км: Хонятино на юг и Пестриково на юго-запад.